# 58 de l'Àguila
58 de l'Àguila (58 Aquilae) és una estrella de la constel·lació de l'Àguila. Té una magnitud aparent de 5,60.